# Parc national de Basket Swamp
Le parc national de Basket Swamp est un parc national situé en Nouvelle-Galles du Sud en Australie à 558 km au nord de Sydney.